# Bataille de l'Aoos
Deuxième Guerre macédonienne
La bataille de l'Aoos a lieu en 198 av. J.-C. entre l’armée romaine dirigée par Flamininus, et celle du royaume de Macédoine dirigée par l'antigonide Philippe V.
Philippe V occupe une solide position défensive dans une gorge sur la rivière Aous pour bloquer la route vers la Macédoine. Mais les Romains sont aidés par un guide local qui conduit 4 300 légionnaires pour prendre à revers cette position. Menacé d'être pris au piège dans cette gorge étroite, Philippe V réussit à s'échapper au prix de la perte de 2 000 hommes et de tous ses bagages. Les Romains sont libres d'envahir la Thessalie et les deux armées se retrouvent l'année suivante lors de la bataille décisive de Cynoscéphales.